# U 311 Czerkasy
U 311 Czerkasy (ukr. Черкаси) – ukraiński dramat filmowy z 2019 roku w reżyserii Tymura Jaszczenko.

## Opis fabuły
Film oparty na wydarzeniach autentycznych, które miały miejsce w roku 2014. Po inwazji rosyjskiej na Krym kolejne okręty ukraińskiej marynarki wojennej poddają się okupantom. Ostatnią jednostką, która stawia opór, jest trałowiec „Czerkasy”. Służą na nim dwaj marynarze Miszko i Lew, pochodzący z jednej wsi. W obliczu zagrożenia muszą podjąć decyzję, czy poddać się Rosjanom, czy bronić okrętu za wszelką cenę.
Zdjęcia do filmu realizowano w Odessie i w obwodzie czernihowskim, rolę tytułowego okrętu odegrał holownik „Korec” (prawdziwy okręt „Czerkasy” pozostawał w rękach rosyjskich). Polska premiera filmu odbyła się 15 października 2019, na Warszawskim Festiwalu Filmowym.

## Obsada aktorska
- Jewhen Awdiejenko jako Ilja
- Rusłan Kowal jako Serhij
- Jewhen Łamach jako Miszko
- Dmytro Sowa jako Lew
- Roman Semysał jako dowódca okrętu
- Ołeh Karpenko jako Felix
- Serhij Detjuk jako oficer
- Dmitrij Gawriłow jako porucznik Wadim Bojko
- Ołeś Katsion jako kucharz
- Ołeksandr Laptij jako Tagir
- Aleksandra Rodzik jako żona Tagira
- Maksym Zapisoczny jako sierżant
- Witalina Bibliw jako matka Miszki

## Nagrody i wyróżnienia
- 2020: Festiwal Filmowy Weteranów Wojennych w Sydney
  - nagroda Czerwony Mak dla najlepszego filmu fabularnego[4]
- 2021: Nagrody Ukraińskiej Akademii Filmowej
  - nagroda Złotego Dżiga (za muzykę)